# ماريو بريسينو
ماريو بريسينو (بالإسبانية: Mario Briceño)‏ (20 يونيو 1996 في تشيلي - ) هو لاعب كرة قدم تشيلي في مركز الهجوم. لعب مع نادي أونيفرسيداد دي تشيلي.

## وصلات خارجية
- ماريو بريسينو على موقع قاعدة بيانات كرة القدم.إي يو (الإنجليزية)
- ماريو بريسينو على موقع Soccerway.com (الإنجليزية)